# 尼斯特塔尔
尼斯特塔尔（德語：Niestetal，意为“尼斯特河谷”）是德国黑森州的一个市镇。总面积22.15平方公里，总人口10533人，其中男性5044人，女性5489人（2011年12月31日），人口密度476人/平方公里。